# Condado de Vilas
O Condado de Vilas é um dos 72 condados do Estado americano do Wisconsin. A sede do condado é Eagle River, e sua maior cidade é Eagle River. O condado possui uma área de 2 636 km² (dos quais 373 km² estão cobertos por água), uma população de 21 033 habitantes, e uma densidade populacional de 9 hab/km² (segundo o censo nacional de 2000). O condado foi fundado em 1893.